# Johann Georg Gmelin (Entdecker)

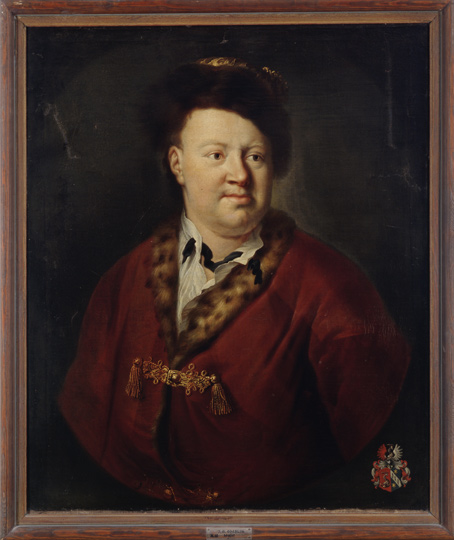
Johann Georg Gmelin, Gemälde von Wolfgang Dietrich Majer, 1744, Gleimhaus Halberstadt

Johann Georg Gmelin (russisch Иоганн Георг Гмелин; * 10. August 1709 in Tübingen; † 20. Mai 1755 ebenda) war ein deutscher Sibirienforscher und Verfasser der Flora Sibirica. Sein offizielles botanisches Autorenkürzel lautet „J.G.Gmel.“.

## Herkunft

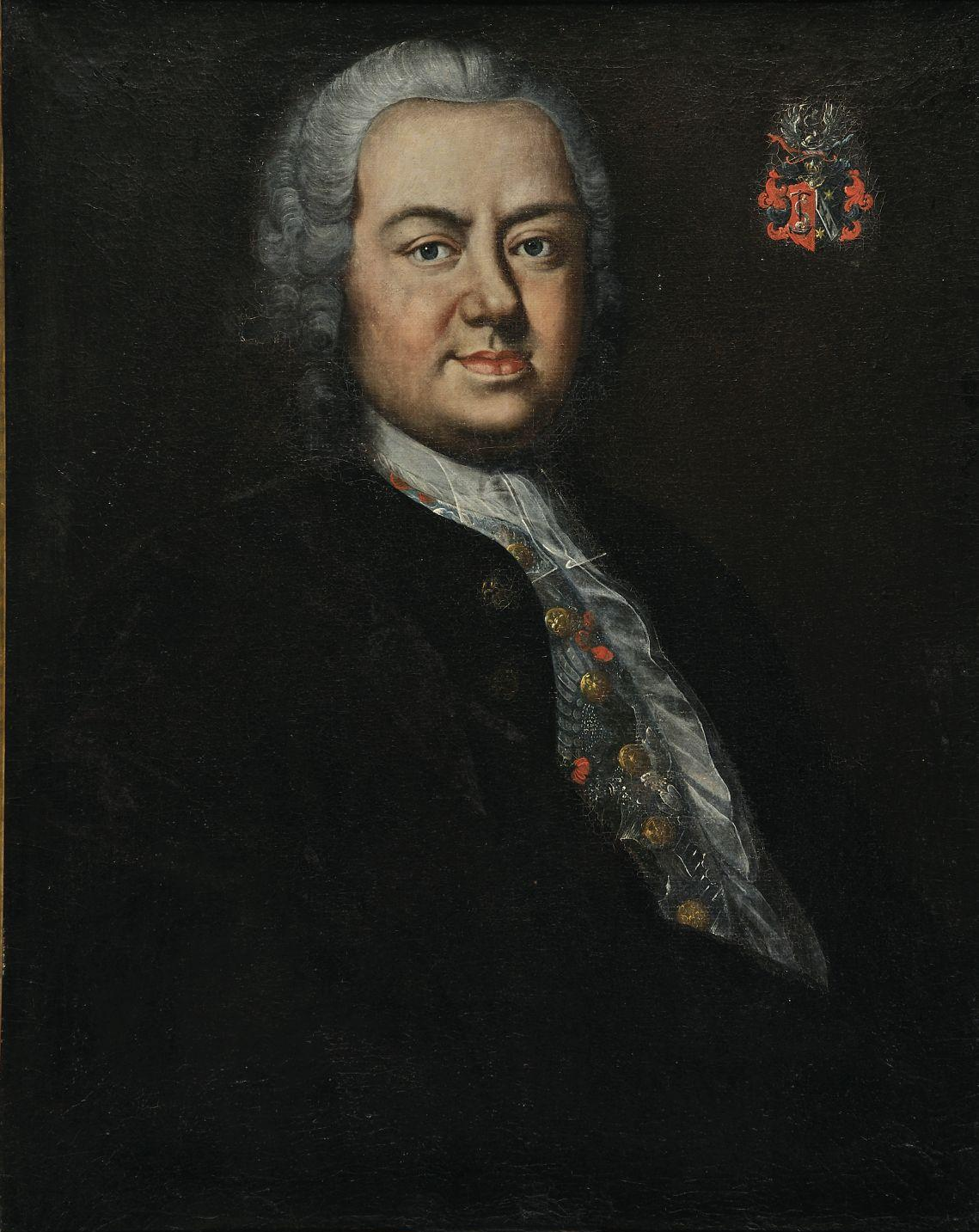
Johann Georg Gmelin, 1750

Johann Georg Gmelin stammte aus einer berühmten Württemberger Forscherfamilie; er war ein Sohn des Apothekers Johann Georg Gmelin des Älteren (1674–1728) und dessen Ehefrau Barbara Haas (1687–1760). Das chemische Labor seines Vaters lieferte ihm für sein späteres Forscherleben manche Anregungen.

## Leben
Mit 13 Jahren wurde er Student der Universität Tübingen, beendete später das Studium der Medizin sowie der Naturwissenschaften mit Auszeichnung und promovierte 1728.
Als jungen Gelehrten trieb es ihn zuvor bereits nach Sankt Petersburg, wo er an der 1724 gegründeten Russischen Akademie der Wissenschaften ein Stipendium verliehen bekam. Mit 22 Jahren erhielt er 1731 den Professorentitel für Chemie und Naturgeschichte. 1732 bewarb er sich für die Teilnahme an der „Großen Nordischen Expedition“ (1733–1743) und wurde zusammen mit dem Deutschen Gerhard Friedrich Müller, Professor und Historiker an der St. Petersburger Akademie, von der Zarin Anna Iwanowna ausgewählt. 1733 begab sich Gmelin mit Müller und dem französischen Astronomen Louis De l’Isle auf die Expedition. Neben den drei Expeditionsleitern waren außerdem sechs Studenten, zwei Maler, zwei Jäger, zwei Bergsteiger, vier Landvermesser, ein Offizier, zwölf Soldaten, ein Trommler sowie eine Pallas-Eule in einem Pinienstamm unterwegs.
Es wurde eine lange und beschwerliche, aber beeindruckende Reise in den asiatischen Teil des Russischen Reiches. Gmelins Reiseroute führte über die Stationen Jaroslawl, Kasan, Tobolsk, Semipalatinsk, Ust-Kamenogorsk, Tomsk, Jenisseisk und Irkutsk bis Jakutsk. Ein Brand im Winter 1736/37 zerstörte einen Großteil der Aufzeichnungen und Sammlungen. Ein Zusammentreffen mit Vitus Bering erwies sich als undurchführbar. Später kehrte Gmelin über Irkutsk, Tomsk, Werchoturje sowie Weliki Ustjug und Schlüsselburg nach St. Petersburg zurück. Mit der zehnjährigen Expedition legte er die Grundlage für das Werk Flora sibirica sive Historia plantarum sibiriae. Band 3 und 4 wurden posthum von seinem Neffen Samuel Gottlieb Gmelin herausgegeben.
1747 reiste er zurück nach Tübingen und wurde dort nach dem plötzlichen Tod eines Universitätsprofessors zu dessen Nachfolger im Bereich Medizin, Botanik und Chemie ernannt.
1751 wurde er zum auswärtigen Mitglied der Göttinger Akademie der Wissenschaften gewählt. Gmelin starb 1755 im Alter von nur 45 Jahren, möglicherweise an den Nachwirkungen seiner anstrengenden Sibirienreise.
Gmelins botanische Belege aus Kamtschatka bilden heute die Kamtschatka-Sammlung des Herbarium Tubingense (TUB) der Universität Tübingen und werden vom Museum der Universität Tübingen MUT verwaltet.

## Familie
In Tübingen heiratete er 1749 Barbara Frommann, mit der er drei Söhne hatte: Eberhard und Christian von Gmelin, ein weiterer Sohn starb jung. Sein Großneffe war der Chemiker Leopold Gmelin.

## Ehrungen
Die Dahurische Lärche trägt ihren wissenschaftlichen Namen Larix gmelinii nach Johann Georg Gmelin. Der Asteroid (13350) Gmelin wurde 2005 nach ihm benannt. Auch die Pflanzengattung Gmelina L. aus der Familie der Lippenblütler (Lamiaceae) ist nach ihm benannt.

## Schriften (Auswahl)
- Flora sibirica sive Historia plantarum Sibiriae. 4 Bände. Sankt Petersburg 1747–1749 (Digitalisate bei e-rara)
- Leben Herrn Georg Wilhelm Stellers, gewesnen Adiuncti der Kayserl. Academie der Wissenschaften zu St. Petersburg: worinnen die bißher bekannt gemachte Nachrichten von Deselben Reisen, Entdeckungen, und Tode, Theils wiederleget / theils ergänzet und verbeßert werden. Frankfurt 1748 (Digitalisat im Göttinger Digitalisierungszentrum)
- D. Johann Georg Gmelins Reise durch Sibirien, von dem Jahr 1733 bis 1743. 4 Bände. Vandenhoeck, Göttingen 1751–1752 (Digitalisate bei Google Books)
  - Neuausgabe: Johann Georg Gmelin: Expedition ins unbekannte Sibirien. Jan Thorbecke Verlag, Stuttgart 1999
  - Auszüge: Die Große Nordische Expedition von 1733 bis 1743. Aus Berichten der Forschungsreisenden Johann Georg Gmelin und Georg Wilhelm Steller. Hrsg. von Doris Posselt. Kiepenheuer, Leipzig und Weimar 1990
- Voyage au Kamtschatka par la Sibérie. In: Abbé Prévost (Hrsg.): Histoire générale des voyages. Amsterdam 1779, S. 94–499 (Digitalisat in der Library of Congress)
- Joannis Georgii Gmelini Reliquias quae supersunt commercii epistolici cum Carolo Linnaeo, Alberto Hallero, Guilielmo Stellero et al., Floram Gmelini sibiricam ejusque Iter sibiricum potissimum concernentis […] curavit Theodor Plieninger. Stuttgartiae 1861 (Digitalisat bei Google Books)
- Die lateinische Korrespondenz zwischen Albrecht von Haller und Johann Georg Gmelin, 1743-1755. Hrsg. von David Krebs. Diss. Universität Bern 2008

## Film
- TV-Dokumentation über die Sibirien-Expedition Der 8. Kontinent: Die Eroberung Sibiriens, Teil 2: Forscher und Reisende. ZDF, 2005 (45 Min.), auch bei ARD/Phoenix